# N-Methylacridon
N-Methylacridon ist ein leicht grünfarbiger Fluoreszenzfarbstoff.

## Synthese
Eine mögliche Laborsynthese von N-Methylacridon erfolgt durch Jourdan-Ullmann-Kupplung von ortho-Chlorbenzoesäure mit Anilin, gefolgt von einer schwefelsäurevermittelten Cyclisierung. Die Methylierung kann anschließend beispielsweise durch Deprotonierung mit Natriumhydrid und nachfolgender Reaktion mit Methyliodid erfolgen.